# Petrouchka (chanson)
Petrouchka est une chanson du rappeur français Soso Maness en collaboration avec PLK, sortie le 4 juin 2021 extrait de l'album Avec le temps. 

## Samples
La chanson utilise le sample de l'air russe Kalinka 

## Accueil commercial
Le single s'est classé en Belgique, France, Suisse. 
En France, le single Petrouchka s’est classé numéro 1 en France et en Belgique dans le classement de singles. Il a été certifié par la suite Single de diamant par le SNEP.

## Classements
| Classements (2018)                      | Meilleure position |
| --------------------------------------- | ------------------ |
| Autriche (Ö3 Austria Top 40)            | 59                 |
| Belgique (Wallonie Ultratop 50 Singles) | 1                  |
| France (SNEP)                           | 1                  |
| Suisse (Schweizer Hitparade)            | 94                 |

## Certification
| Région | Certification | Ventes/Streams |
| ------ | ------------- | -------------- |
| France | Diamant       | 50 000 000     |